# Monacon canaliculatum
Monacon canaliculatum är en stekelart som beskrevs av Boucek 1980. Monacon canaliculatum ingår i släktet Monacon och familjen gropglanssteklar.
Artens utbredningsområde är:
- Kenya.
- Filippinerna.

Inga underarter finns listade i Catalogue of Life.